# 로버트 모그
로버트 모그(Robert Moog, 1934년 5월 23일~2005년 8월 21일)는 미국의 전자공학자이다. 모그 신시사이저의 개발자로 알려져 있다.

## 생애
뉴욕에서 태어나 브롱크스의 고등학교 졸업 후 뉴욕 시립 대학교 퀸즈 대학에서 물리학을, 컬럼비아 대학교에서 전기공학을, 코넬 대학교에서 기계물리학을 전공하였다.
전자 악기를 생산하는 두 개의 회사를 세웠으며, 1984년부터 1988년까지 커즈와일 뮤직 시스템스(Kurzweil Music Systems)에서 컨설턴트 겸 신제품 개발 업무를 하면서, Kurzweil K2000 의 개발을 도왔다. 2002년에 버클리 음악 대학에서 명예 박사 학위를 수여받았다.
모그 전자 악기 개발에 대한 생각과 그 독자적인 세계관을 소개하는 영화 《모그》(MOOG)가 2004년 미국 전역에 공개되었다. DVD의 미국 발매일에 해당하는 2005년 5월 31일 뉴욕에서 "MOOGFEST II"도 개최되었다. 그러나 모그 자신이 그 장소에 모습을 드러내는 것은 실현되지 않았다.
데이브 스미스, 로저 린, 톰 오버하임과의 대담을 마치고 집에 돌아온 4월 중순경 위화감을 느껴서, 4월 하순과 5 월 상순에 받은 MRI 검사에서 최악성 뇌종양인 교모세포종 진단을 받아, 수술로 절제가 불가능하다는 의사의 판단에 따라 방사선 치료 등을 시도했지만 8월 21일 오후 2시, 가족이 지켜보는 가운데 잠자듯이 노스캐롤라이나주 애슈빌의 자택에서 사망했다. 몇몇 제품은 개발 중이었으며, 책상에 남겨진 여러 가지 원형 및 회로도가 예기치 못한 병마의 방문을 말해주고 있었다.